# 陈希曾 (1937年)
陈希曾（1937年10月22日—2017年7月27日）华人圣经学者、物理学家。
1937年10月22日，陈希曾出生于福建福州的一个基督徒家庭，高中时期即投身于传福音，带领80位同学信耶稣，1962年赴美国攻读核子物理，1967年赴纽约攻读博士,并跟随地方教会传道人、圣经学者江守道学习神话语的职事。
2017年7月27日在美国纽约去世。 8月5日，在纽约法拉盛聚会处举行追思聚会，下葬长岛墓园。